# Совместное создание благ
Совместное создание благ (Co-creation, Customer co-creation) или совместное создание стоимости (ценности), создание совместной ценности — создание продуктов, услуг или систем совместными усилиями разработчиков и заинтересованных сторон (например, компаниями и клиентами, или менеджерами и работниками).
Впервые концепцию совместного создания благ предложили в 2000 г. К. К. Прахалад (C. K. Prahalad) и Венкат Рамасвами (Venkat Ramaswamy). Значение этого термина шире понятия краудсорсинга и включает в себя, например, взаимодействие между потребителем и поставщиком медицинских или образовательных услуг, наёмным работником и работодателем.

## Основные принципы
Совместное создание используется для улучшения и усиления процессов по разработке нового продукта, помогает найти идеи и способы их реализации. Чтобы осуществить механизм совместного создания, нужно знать ответы на 3 вопроса:
1. Как организовать процесс?
2. Как мотивировать клиентов присылать предложения?
3. Какие типы совместного создания существуют, и какой из них выбрать?

Чтобы организовать совместное создание, нужно выполнить 2 задачи: убедить клиентов прислать предложение и найти способ отобрать их. Здесь стоит отметить, что большинство кампаний по совместному созданию продукта проваливаются как раз из-за низкого количества предложений. Чтобы этого избежать, нужно мотивировать клиентов. Сделать это можно либо с помощью денежного вознаграждения, либо с помощью социального признания (например, помещая имя и фамилию автора выигравшего дизайна на изделие с этим дизайном). Часто крупные компании используют оба способа. При поиске способов отбора предложений выясняется, что представляют интерес только 10 % присланных предложений, и возникает проблема: как отклонить неинтересные предложения так, чтобы не разочаровать клиента и не потерять его доверие. Выход в том, чтобы организовать такую систему, при которой не компания будет выбирать лучшие варианты, а сами участники. Это позволит переложить ответственность за выбор на них.

## Типы совместного создания продукта
Существует 4 типа совместного создания продукта: co-designing, collaborating, tinkering и submitting — основанные на 2 ключевых показателях: отборе предложений и проектной деятельности. В свою очередь, отбор предложений может осуществляться фирмой или клиентами (кто принимает ключевое решение в выборе конечного проекта), а проектная деятельность может быть ограниченной или свободной. При ограниченной проектной деятельности фирма устанавливает правила, по которым клиенты присылают проекты (Например, если фирма — производитель машин, то им нужен дизайн машины, а не зонтиков). При свободной проектной деятельности клиент может делать все, что угодно, но оно должно быть сделано с использованием основного продукта или открытого кода компании.

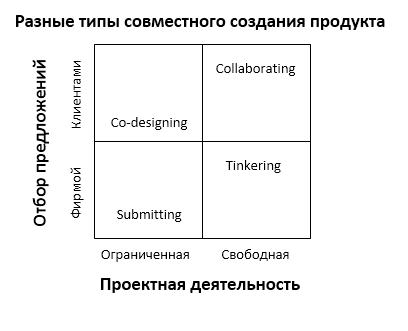
Co-designing, collaborating, tinkering, submitting

### Co-designing
Для него характерна ограниченная проектная деятельность и отбор предложений, осуществляемый клиентами. Примером фирмы с этим типом совместного создания является компания Threadless, занимающаяся производством футболок и другой одежды. Примечательно, что в основе этой компании лежит механизм совместного создания — у нее нет отдела дизайна, а дизайн всей одежды ей присылают клиенты. 4 стадии Co-designing:
1. Пользователи создают контент для фирмы
2. Сообщество пользователей выбирает наиболее привлекательный проект
3. Фирма интегрирует контент в дизайн продукта
4. Фирма презентует коммерческий продукт

### Collaborating
Для этого типа совместного создания характерны свободная проектная деятельность и отбор предложений клиентами. Пример — Apache. С помощью открытого кода люди могут делать все, что угодно, а наиболее популярные решения потом используются компанией. 4 Фазы Collaborating:
1. Предоставление пользователям исходного кода
2. Соавторы меняют исходный код
3. Другие покупатели получают доступ и используют изменения
4. Проектная команда выбирает лучший проект

### Tinkering
Свободная проектная деятельность, но отбор предложений осуществляется фирмой. Примером может служить Lego (С помощью Lego Ideas). Суть в том, что клиенты могут присылать любые наборы, которые они придумают, главное, чтобы они были сделаны из конструктора Лего. Из наиболее популярных решений компания выбирает те, которые ее устраивают и выпускают новый продукт. 4 стадии Tinkering:
1. Фирма презентует продукт
2. Некоторые покупатели модифицируют продукт
3. Другие покупатели присоединяются к ним и используют модификации
4. Фирма выбирает наиболее привлекательное изменение

### Submitting
Для этого типа характерны ограниченная проектная деятельность, отбор осуществляется фирмой. Пример — Electrolux. Для определения дизайна одного из их продукта был проведен конкурс, победителя которого выбирала фирма.